# Yuen Kong Chau
Yuen Kong Chau (kinesiska: 圓崗洲, 圆岗洲) är en ö i Hongkong (Kina). Den ligger i den västra delen av Hongkong.